# Чёрные тучи
«Чёрные тучи» (пол. Czarne chmury) — польский историко-приключенческий сериал Анджея Коница, вышешедший в 1973 году. Состоит из 10 серий.

## Сюжет
Действие сериала разворачивается в Польше 2-й половины XVII века. В ходе всего сериала польская шляхта ведёт активную тайную и явную политическую борьбу с Пруссией Гогенцоллернов. В центре внимания — мятежный офицер армии, полковник Кшиштоф Довгирд и его вахмистр Кацпер Пильх, которые становятся врагами государства после того, как они выступили против смертного приговора одного из дворян. После бегства из тюрьмы они вступают в битву с врагами Польши (Гогенцоллернами), полную романтики, интриг, кавалерийских стычек и удалого фехтования.

## Список серий
- 1 серия — Szafot
- 2 серия — Krwawe swaty
- 3 серия — Zawiść
- 4 серия — Przeprawa
- 5 серия — Czarna Sakwa
- 6 серия — Intryga
- 7 серия — Pantomima
- 8 серия — Wilcze doły
- 9 серия — Zaręczyny
- 10 серия — Pościg

## В ролях
- Леонард Петрашак — Кшиштоф Довгирд
- Рышард Петруский — Кацпер Пильх
- Анна Сенюк — Магда
- Эльжбета Старостецкая — Анна Островская
- Ольга Бельская — Агата Островская, тётка Анны
- Эдмунд Феттинг — маркграф Карл фон Ансбах
- Мариуш Дмоховский — гетман Ян III Собеский
- Януш Закженский — наместник Эрик фон Хольстен
- Збигнев Гейгер — депутат Семиградский
- Эмиль Каревич — граф Пац
- Александер Севрук — маршалек королевского двора
- Тадеуш Бялощиньский — хорунжий Одровонж
- Мечислав Стоор — вахмистр Ситаж
- Казимеж Опалиньский — Сэнкош
- Юзеф Лодыньский — Оборский
- Витольд Дембицкий — Гжегож
- Сатурнин Журавский — фон Роде
- Ежи Новак — Шульц, трактирщик
- Мариан Глинка — человек маркграфа
- Ирена Ковнас — мельничиха
- Влодзимеж Скочиляс — корчмарь
- Эугениуш Куявский — рейтар
- Ежи Пшибыльский — фон Ховербек

## Отзывы и критика
- «Польский Фанфан, первый польский сериал „плаща и кинжала“. <…> Как неоднократно подчеркивал режиссёр Анджей Кониц, „Чёрные тучи“ не буквально соответствует историческим деталям. Это прежде всего боевик, приключенческий фильм, где на первый план выходят погони, дуэли, интриги и, конечно, любовь.»[1]

## Съёмочная группа
- Режиссёр: Анджей Кониц
- Оператор: Антоний Вуйтович
- Композитор: Вальдемар Казанецкий